# イールゼー
イールゼー (ドイツ語: Irsee, ドイツ語発音: [ˈiːrzeː]) は、ドイツ連邦共和国バイエルン州シュヴァーベン行政管区のオストアルゴイ郡に属す市場町で、プフォルツェン行政共同体を構成する自治体の一つである。

## 地理

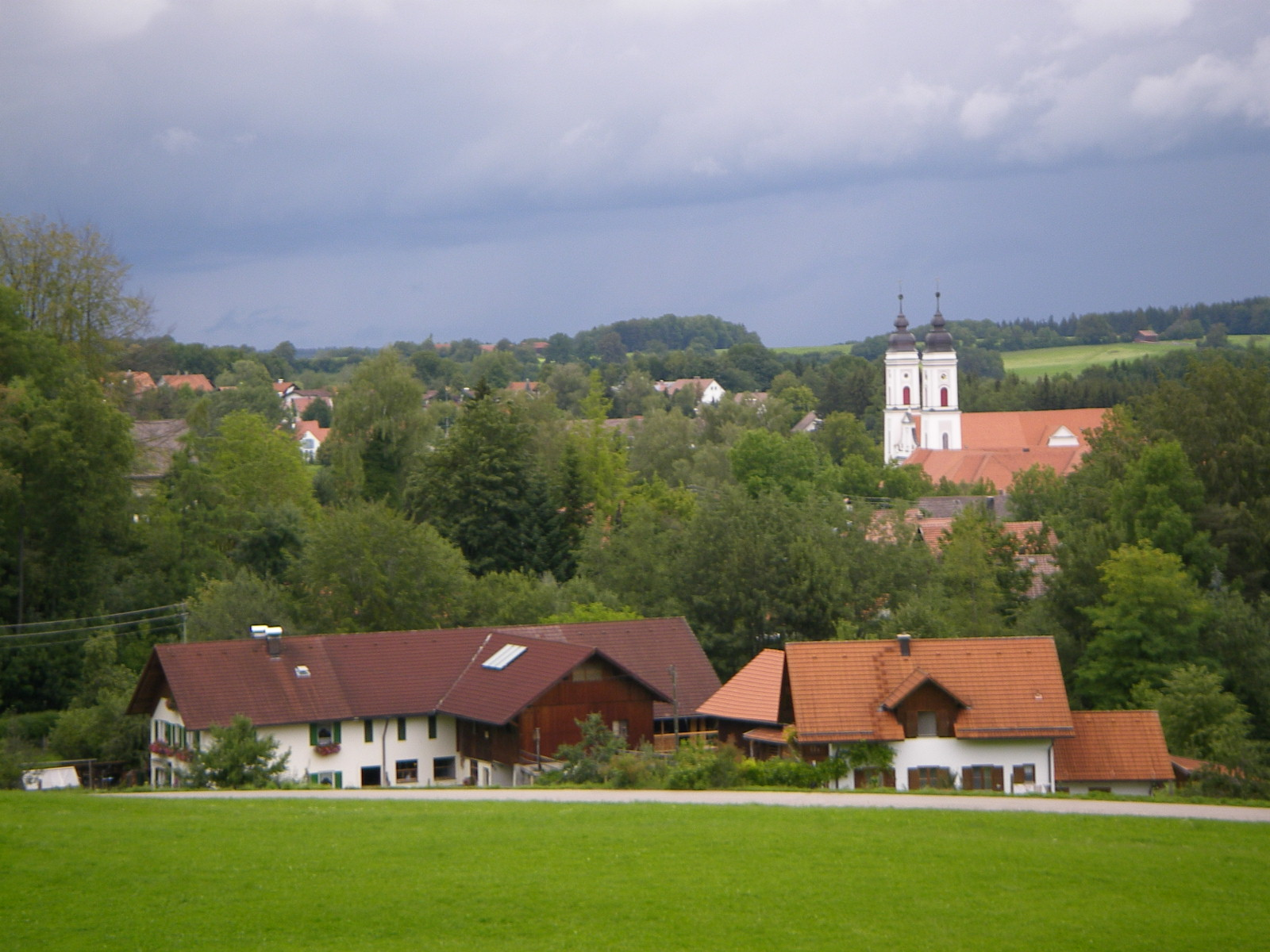
イールゼーの風景

イールゼーはアルゴイ地方のオストアルゴイ郡に位置する。

### 自治体の構成
公式には6つの地区 (Ort) からなる。このうち小集落や孤立農場などを除く集落を以下に列記する。
- イールゼー
- オッゲンリート

## 歴史
市場町イールゼーは、1803年の帝国代表者会議主要決議以前はイールゼー帝国修道院領であった。イールゼーは市場開催権を有していた。1803年の帝国代表者会議主要決議以降はバイエルンに属した。

### 人口推移
- 1970年 1,324人
- 1987年 1,248人
- 2000年 1,360人

## 行政
町長はアンドレアス・リープ (Bürgerforum) である。彼は2002年にルドルフ・シャープフ (CSU/Unabhängige Bürger) の後任として町長に就任した。

### 紋章
図柄: 赤字に逆向きの2頭の銀の獅子。上は左向き（向かって右向き）、下は右向き（向かって左向き）である。
2頭の獅子が描かれたこの紋章のデザインは修道院最後のパトロンであったラムシュヴァク家の紋章に由来する。この紋章は1837年にバイエルン王ルートヴィヒ1世から授けられたものである。

## 経済と社会資本

### 教育
- 国民学校 1校

## 文化と見所

### イールゼー修道院での催し
- イールゼーア・ペガズスは毎年1月にイールゼー修道院で開催される文芸イベントである。
- 毎年8月末から9月初めにイールゼー修道院ではブルーノ・ヴァイルの監督下で『クラング＆ラウム』祭（音響と空間）が開催される。

### ギャラリー＆小劇場 ALTBAU
民営の文化センター ALTBAU は1903年に設立された。この種の施設ではアルゴイで最も古いものであり、バイエルンで最も古い文化小劇場である。

### 有機農産物市
1998年から毎週金曜日にイールゼーの旧い町の中心部で有機農産物の市場が開催されている。

### イールゼー修道院

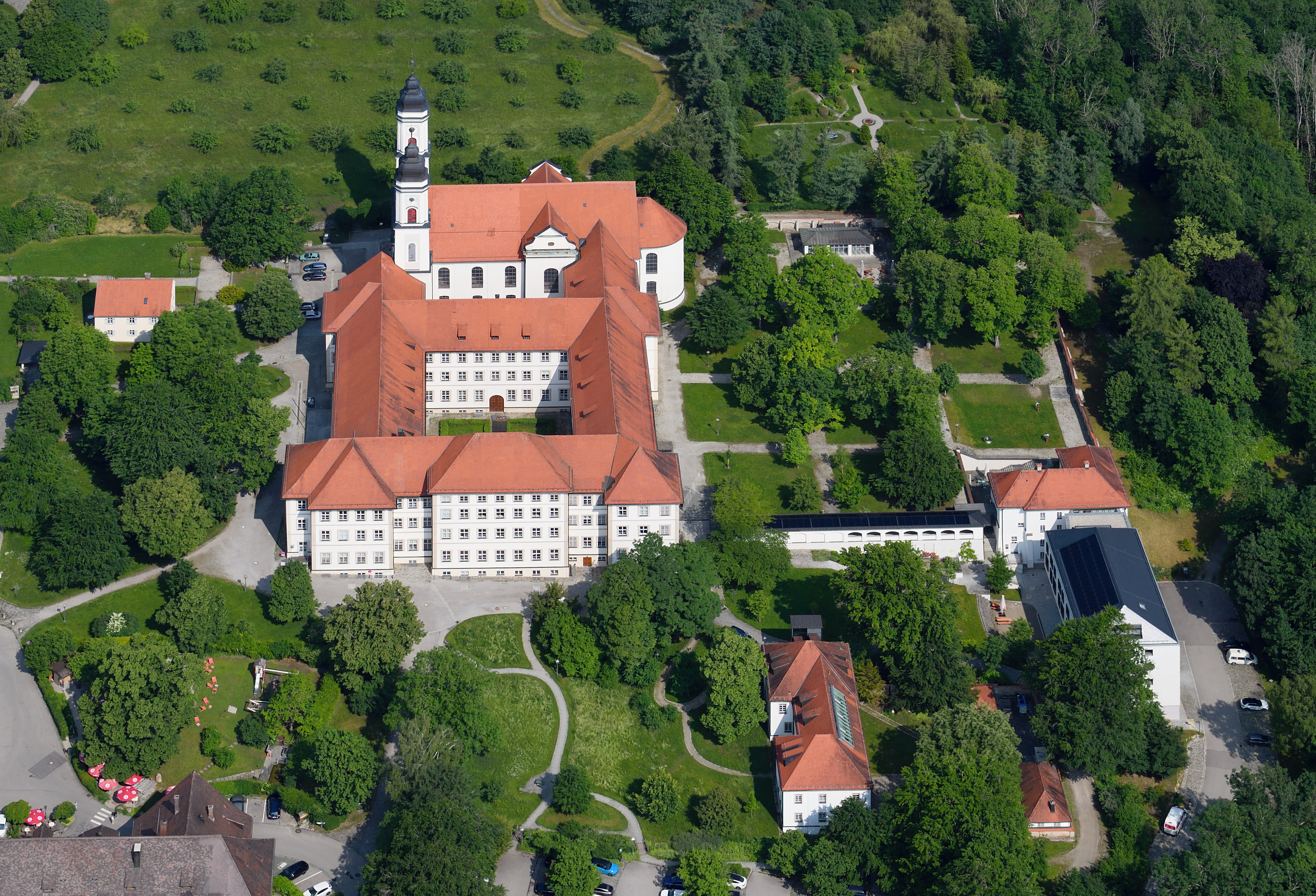
イールゼー修道院

町の東部にかつてのベネディクト会修道院であったイールゼー修道院がある。聖母マリアに捧げられたこの修道院は1186年にロンスベルク辺境伯ハインリヒによってイールゼーの城山に創設され、早くも1190年には麓の現在の場所に新たに建造された。主要なパトロンは1390年から1803年までハプスブルク家であった。
1849年、修道院内にクライスの精神病院が設けられた。この病院施設はナチス独裁政権下で「生きる価値のない者」を殺害するために悪用された。1939年から1945年までの間に2,000人以上の子供や男女がハダマール、グラーフェネック、ハルトハイムの絶滅収容所に送られたり、「E-Kost」（必須栄養素が除かれた食品）または薬物投与によって殺害されたりした。1981年に、かつてこの戦争犯罪が行われた場所にマルティン・ヴァンク作の記念像が建立された。
現在この修道院はシュヴァーベン管区の会議・教育センターとなっている。

### ビール醸造博物館
イールゼーにはビール醸造博物館があり、何世紀にも及ぶビール造りの伝統を物語っている。

## 引用
1. ↑  https://www.statistikdaten.bayern.de/genesis/online?operation=result&code=12411-003r&leerzeilen=false&language=de Genesis-Online-Datenbank des Bayerischen Landesamtes für Statistik Tabelle 12411-003r Fortschreibung des Bevölkerungsstandes: Gemeinden, Stichtag (Einwohnerzahlen auf Grundlage des Zensus 2011)
2. ↑  Max Mangold, ed (2005). Duden, Aussprachewörterbuch (6 ed.). Dudenverl. p. 434. ISBN 978-3-411-04066-7
3. ↑  Bayerische Landesbibliothek Online
4. ↑  バイエルン歴史館 市場町イールゼー
5. ↑  ALTBAU ホームページ